# Aligerno (abate)
Aligerno (fl. X secolo) fu un abate benedettino che governò l'Abbazia di Montecassino dal 25 ottobre 948 al 23 novembre 985.

## Biografia
Per volere di papa Agapito II, un anno dopo essere divenuto abate di Montecassino, Aligerno condusse i monaci benedettini alla loro storica sede. I benedettini avevano dovuto fuggire a Capua nell'883 a causa dell'espansione saracena e alla distruzione della storica abbazia. Lo stesso abate Bertario fu decapitato dagli invasori.
Le continue ruberie e l'assenza dell'organizzazione del territorio, portarono sulla cosiddetta Terra di San Benedetto a circa quarant'anni di insicurezza della popolazione con la conseguenza dell'arretramento della superficie coltivata. La vittoria, nell'agosto 915, della lega cristiana di papa Giovanni X nella battaglia del Garigliano segnò la ripresa da parte della nobiltà locale del controllo della terra.
Queste premesse portarono Aligerno a riordinare il patrimonio abbaziale attraverso contratti agrari innovativi per l'epoca. Aligerno, per attuare l'opera di organizzazione territoriale, realizzò, senza chiedere autorizzazione all'imperatore o ai principi capuani, la rocca Janula, il castrum di Sant'Angelo in Theodice e la torre di San Giorgio a Liri. Il principe di Capua, Pandolfo I Capodiferro, approvò nel 967 tali fortificazioni ed autorizzò i benedettini a costruire quante altre fortificazioni ritenessero necessarie per la tutela del loro territorio.
Nel periodo che seguì il castrum, insediamento concentrato e fortificato sulle alture, divenne progressivamente l'elemento fondamentale di controllo e amministrazione del territorio, soppiantando il precedente sistema detto delle curtis.
Nel 960 a Capua Aligerno comparì davanti al giudice contro tal Rodelgrimo di Aquino, il quale vantava la proprietà sulla località detta Flumentica. L'abate addusse prove testimoniali a favore dell'abbazia, che ci sono giunte come il primo documento ufficiale in lingua italiana (placiti cassinesi).
(Capua, marzo 960)